# Сладении
Сладении (лат. Sladenia) — род морских лучепёрых рыб семейства удильщиковых отряда удильщикообразных. Встречаются в Тихом и Атлантическом океанах. Длина тела от 28 (Sladenia shaefersi) до 65 (Sladenia zhui) см.
Род был назван в честь Уолтера Слэйдена (1849—1900), британского биолога, изучавшего иглокожих. Голотип S. gardineri был собран во время экспедиции, финансируемой его мемориальным фондом.

## Виды
В состав рода включают 4 ныне существующих вида:
- Sladenia gardineri Regan, 1908 — Чагосская сладения
- Sladenia remiger H. M. Smith & Radcliffe, 1912
- Sladenia shaefersi J. H. Caruso & Bullis, 1976[4]
- Sladenia zhui Y. Ni, H. L. Wu & S. Li, 2012[5]

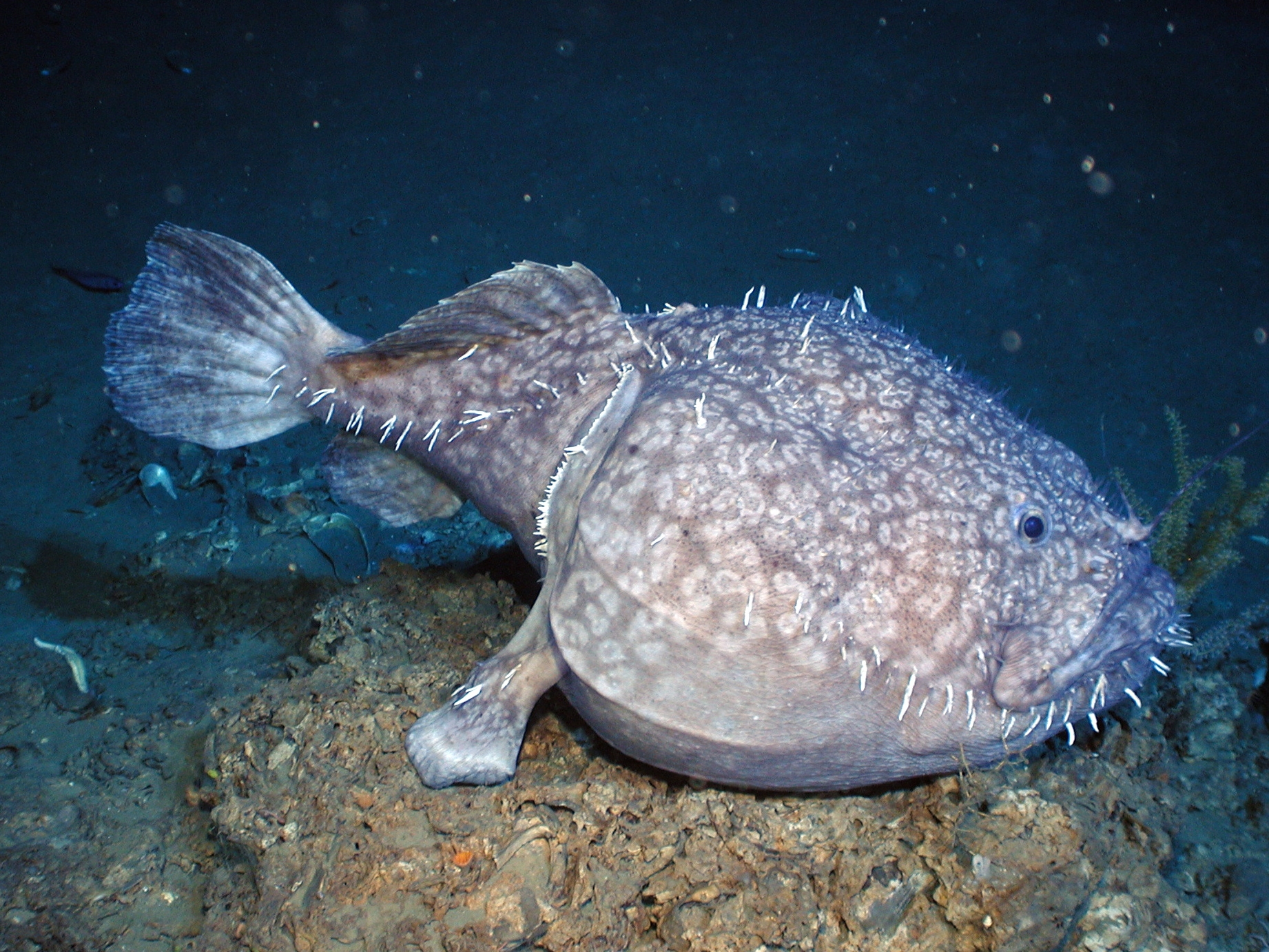
Sladenia shaefersi
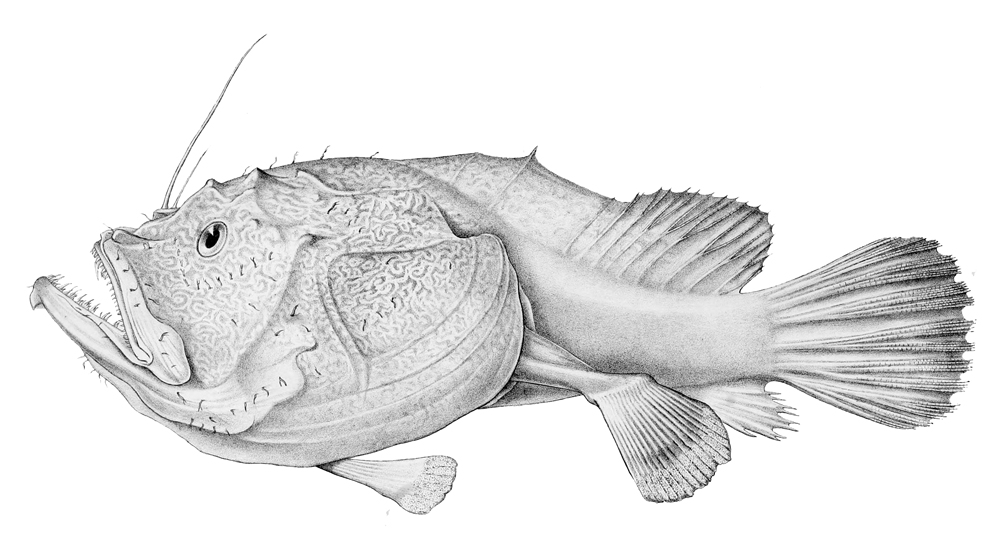
Sladenia gardineri
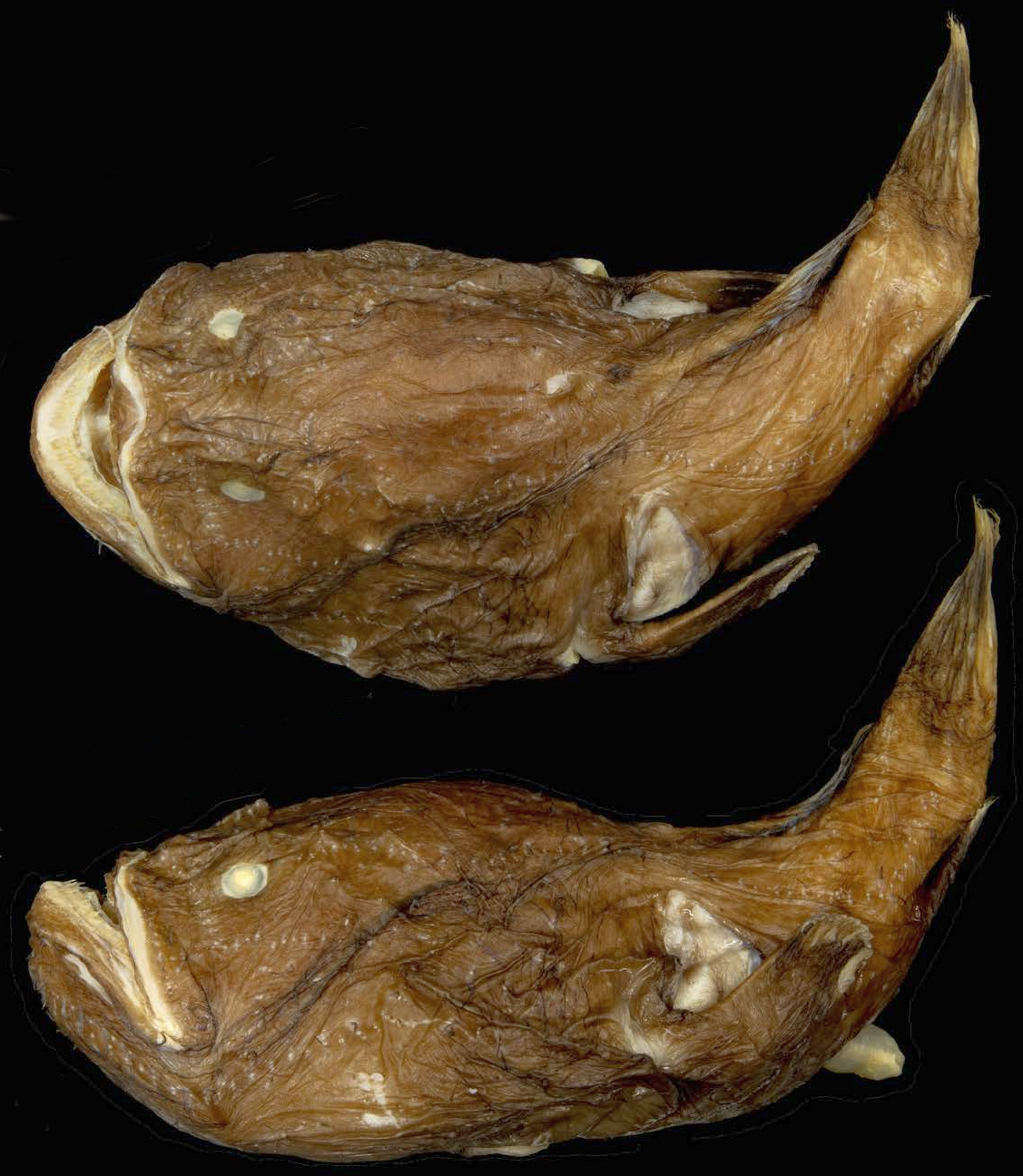
Sladenia zhui